# Замок Баллімот

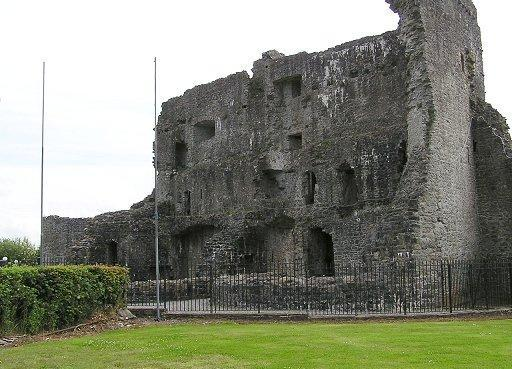
Руїни замку Баллімот в районі воріт.

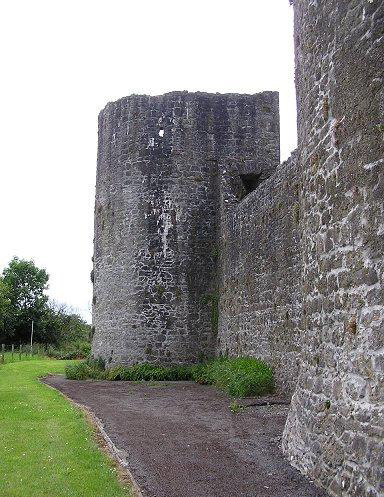
Стіни й башти замку Баллімот.

Герб графів Де Бурго.

Замок Баллімот (англ. Ballymote Castle, ірл. Caisleán Bhaile Mhóta) — замок Валє Вота, замок Міста Гори — один із замків Ірландії, розташований в графстві Слайго, земля Карровнанті, біля селища Баллімот. Побудований близько 1300 року. Ця земля історично називалась Аха Клях Хоранн — Брід Загачений Корраном. Це один з останніх норманських замків Коннахту. Побудований феодалом норманського походження Річардом Огом де Бургом — ІІ графом Ольстера, що був відомий як «Червоний граф» з метою захисту завойованих земель на території нинішнього графства Слайго. Замок збудований біля більш давнього замку, що був побудований в стилі «Мотт-та-Бейлі». Нині замок в руїнах.

## Особливості архітектури
Замок Баллімот має великий головний корпус. Цей замок один з найбільш симетричних замків в Ірландії. Замок схожий по архітектурі на замок Бевмаріс в Англсі (Уельс), що був побудований королем Англії Едвардом I Довгоногим. Вхід в замок захищали високі масивні ворота, що знаходились у північній стіні замку, біля воріт біли подвійні D-подібні вежі. Зовнішні стіни замку не збереглися. Внутрішні кімнати замку площею 320 кв. футів. Збереглися (частково) три круглі вежі з чотирьох по кутах замку. Є також вежі в середині західної та східної стіни. Планувалось побудувати ще запасні ворота з невеликою квадратною баштою, але вони так і не були збудовані. Будівництво замку не було завершено у зв'язку з подіями 1317 року, коли замок штурмував ірландський клан О'Коннорр.
Стіни замку товщиною 3 м (10 футів) і по периметру були посилені 6 вежами. Проходи давали доступ до башт та до проміжних стін на різних висотах для захисту замку. Ніяких слідів внутрішніх житлових будинків в замку не виявлено. Місцеві легенди розповідають, що були підземні ходи, що з'єднували замок з церквою Емлайфад та з францисканським абатством, але подібні легенди складалися щодо кожного замку в Ірландії й навряд чи вони відповідають істині. «Червоний граф» крім замку будував дорогу від Біойла (графство Роскомон) до Коллуней. Ця дорога була знана як Бохар Корран та Дорога Червоного Графа.

## Історія замку Баллімот
Замок Баллімот був побудований в 1300 році феодалом норманського походження Річардом Огом де Бургом — ІІ графом Ольстера, що був знаний як «Червоний граф» з метою захисту завойованих земель на території нинішнього графства Слайго. Замок збудований  біля більш давнього замку, що був побудований в стилі «Мотт-та-Бейлі». У 1317 році замок захопив ірландський клан О'Коннор, що відвойовував свої споконвічні землі в норманських феодалів. У 1347 році замок захопив ірландський клан Мак Діармада під час війн між ірландськими кланами. До 1381 року замок захопив ірландський клан Мак Дона.
У 1561 році замок належав Тадгу Мак Дермоту — останньому королю королівства Мойлург. Потім замок знову захопив клан О'Коннор в 1571 році. Потім король Англії, Шотландії та Ірландії Яків I підтвердив, що ці землі та замок належать клану О'Коннорр. Але на короткий час у 1577 році замок захопили англійські війська. У 1584 році замком володів «лорд Коннахту» Річард Бінгем. Протягом довгого часу замок був закинутий, не ремонтувався і поступово перетворювався на руїну.
У 1588 році ірландські клани О'Коннор, О'Гарт, О'Дауд напали й розграбували замок. Англійці здали замок ірландському клану Мак Дона в 1598 році. Після цього замком заволодів Х'ю О'Доннелл Червоний. Одне з джерел вказує, що він купив замок за £ 400 і 300 корів. Саме з цього замку він вирушив на битву під Кінсейлом. У 1602 році замок захопила англійська армія. Замок тоді вже був в поганому стані. У 1633 році замок на короткий час належав роду Таафф. Під час повстання за незалежність Ірландії 1641 року замком заволоділи повстанці. Але в 1652 році замок захопили війська Олівера Кромвеля. Під час так званих Вільямітських (Якобітських) війн між католиками та протестантами — прихильниками короля католика Якова II та короля протестанта Вільяма III Оранського замок захопив капітан Теренс Мак Дона, що був прибічником Якова II. Але в 1690 році замок оточили англійські війська Вільяма III які очолював лорд Гранард. Замок почала обстрілювати артилерія. Замок впав, потім укріплення були остаточно зруйновані, замок перетворився на руїну.
У XXI столітті управління громадських робіт Ірландії провело часткову реставрацію замку. Нині замок можуть відвідувати туристи за попередньою домовленістю товариства, що опікується замком.